# Жерайс-ди-Балсас (микрорегион)

Жерайс-ди-Балсас на карте.

Жерайс-ди-Балсас (порт. Microrregião dos Gerais de Balsas) — микрорегион в Бразилии, входит в штат Мараньян. Составная часть мезорегиона Юг штата Мараньян. Население составляет 130 425 человек (на 2010 год). Площадь — 36 503,315 км². Плотность населения — 3,57 чел./км².

## Демография
Согласно сведениям, собранным в ходе переписи 2010 г. Национальным институтом географии и статистики (IBGE), население микрорегиона составляет:
| Полное население                             | Полное население                             | Полное население                             | Полное население                             | 130 425 |
| -------------------------------------------- | -------------------------------------------- | -------------------------------------------- | -------------------------------------------- | ------- |
| в том числе:                                 | Городское население                          | 96 579                                       | Процент городского населения, %              | 74,05   |
|                                              | Сельское население                           | 33 846                                       | Процент сельского населения, %               | 25,95   |
|                                              | Мужское население                            | 65 671                                       | Процент мужского населения, %                | 50,35   |
|                                              | Женское население                            | 64 754                                       | Процент женского населения, %                | 49,65   |
| Плотность населения, чел/км²                 | Плотность населения, чел/км²                 | Плотность населения, чел/км²                 | Плотность населения, чел/км²                 | 3,57    |
| Население микрорегиона в % к населению штата | Население микрорегиона в % к населению штата | Население микрорегиона в % к населению штата | Население микрорегиона в % к населению штата | 1,98    |

## Статистика
- Валовой внутренний продукт на 2003 год составляет 664 300 512,00 реалов (данные: Бразильский институт географии и статистики).
- Валовой внутренний продукт на душу населения на 2003 год составляет 5892,83 реала (данные: Бразильский институт географии и статистики).
- Индекс развития человеческого потенциала на 2000 год составляет 0,659 (данные: Программа развития ООН).

## Состав микрорегиона
В составе микрорегиона включены следующие муниципалитеты:
1. Алту-Парнаиба
2. Балсас
3. Фейра-Нова-ду-Мараньян
4. Риашан
5. Тасу-Фрагозу